# Gran Premio di Monaco 1986
Il Gran Premio di Monaco 1986 è la quarta gara del mondiale di Formula 1 del 1986, si è disputato il 11 maggio sul circuito di Monte Carlo ed è stato vinto da Alain Prost su McLaren-TAG Porsche. È l'ultimo Gran Premio disputato da Elio De Angelis, che perderà la vita appena 4 giorni dopo in un incidente durante un test privato della Brabham, al Paul Ricard.

## Qualifiche
| Pos                     | No | Piloti             | Costruttore            | Q1       | Q2       | Gap    |
| ----------------------- | -- | ------------------ | ---------------------- | -------- | -------- | ------ |
| 1                       | 1  | Alain Prost        | McLaren-TAG            | 1.26:059 | 1.22:627 |        |
| 2                       | 5  | Nigel Mansell      | Williams-Honda         | 1.30:919 | 1.23:047 | +0.420 |
| 3                       | 12 | Ayrton Senna       | Lotus-Renault          | 1.25:222 | 1.23:175 | +0.548 |
| 4                       | 27 | Michele Alboreto   | Ferrari                | 1.26:839 | 1.23:904 | +1.277 |
| 5                       | 20 | Gerhard Berger     | Benetton-BMW           | 1.26:280 | 1.23:960 | +1.333 |
| 6                       | 7  | Riccardo Patrese   | Brabham-BMW            | 1.26:872 | 1.24:102 | +1.475 |
| 7                       | 26 | Jacques Laffite    | Ligier-Renault         | 1.26:702 | 1.24:402 | +1.775 |
| 8                       | 16 | Patrick Tambay     | Lola-Ford              | 1.27:038 | 1.24:686 | +2.059 |
| 9                       | 2  | Keke Rosberg       | McLaren-TAG            | 1.25:662 | 1.24:701 | +2.074 |
| 10                      | 3  | Martin Brundle     | Tyrrell-Renault        | 1.28:564 | 1.24:860 | +2.233 |
| 11                      | 6  | Nelson Piquet      | Williams-Honda         | 1.27:919 | 1.25:287 | +2.660 |
| 12                      | 25 | René Arnoux        | Ligier-Renault         | 1.25:900 | 1.25:538 | +2.911 |
| 13                      | 4  | Philippe Streiff   | Tyrrell-Renault        | 1.32:646 | 1.25:720 | +3.093 |
| 14                      | 18 | Thierry Boutsen    | Arrows-BMW             | 1.29:244 | 1.25:832 | +3.205 |
| 15                      | 28 | Stefan Johansson   | Ferrari                | 1.27:005 | 1.25:907 | +3.280 |
| 16                      | 19 | Teo Fabi           | Benetton-BMW           | 1.29:397 | 1.25:926 | +3.299 |
| 17                      | 17 | Marc Surer         | Arrows-BMW             | 1.28:878 | 1.26:300 | +3.673 |
| 18                      | 15 | Alan Jones         | Lola-Ford              | 1.26:663 | 1.26:456 | +3.829 |
| 19                      | 14 | Jonathan Palmer    | Zakspeed               | 1.30:152 | 1.26:644 | +4.017 |
| 20                      | 8  | Elio De Angelis    | Brabham-BMW            | 1.27:191 | 1.28:191 | +4.564 |
| Vetture non qualificate |    |                    |                        |          |          |        |
| DNQ                     | 21 | Piercarlo Ghinzani | Osella-Alfa Romeo      | 1.29:282 | 1.27:288 | +4.661 |
| DNQ                     | 11 | Johnny Dumfries    | Lotus-Renault          | 1.35:027 | 1.27:826 | +5.199 |
| DNQ                     | 29 | Huub Rothengatter  | Zakspeed               | 1.36:814 | 1.28:060 | +5.433 |
| DNQ                     | 22 | Christian Danner   | Osella-Alfa Romeo      | 1.30:986 | 1.28:132 | +5.505 |
| DNQ                     | 23 | Andrea De Cesaris  | Minardi-Motori Moderni | 1.28:962 | 2.22:479 | +6.335 |
| DNQ                     | 24 | Alessandro Nannini | Minardi-Motori Moderni | 1.29:447 | 2.27:098 | +6.820 |

## Ordine d'arrivo
| Pos | No | Pilota             | Costruttore            | Giri | Tempo/Ritiro             | Pos. Griglia | Punti |
| --- | -- | ------------------ | ---------------------- | ---- | ------------------------ | ------------ | ----- |
| 1   | 1  | Alain Prost        | McLaren-TAG Porsche    | 78   | 1:55:41.060              | 1            | 9     |
| 2   | 2  | Keke Rosberg       | McLaren-TAG Porsche    | 78   | + 25.022                 | 9            | 6     |
| 3   | 12 | Ayrton Senna       | Lotus-Renault          | 78   | + 53.646                 | 3            | 4     |
| 4   | 5  | Nigel Mansell      | Williams-Honda         | 78   | + 1:11.402               | 2            | 3     |
| 5   | 25 | René Arnoux        | Ligier-Renault         | 77   | + 1 Giro                 | 12           | 2     |
| 6   | 26 | Jacques Laffite    | Ligier-Renault         | 77   | + 1 Giro                 | 7            | 1     |
| 7   | 6  | Nelson Piquet      | Williams-Honda         | 77   | + 1 Giro                 | 11           |       |
| 8   | 18 | Thierry Boutsen    | Arrows-BMW             | 75   | + 3 Giri                 | 14           |       |
| 9   | 17 | Marc Surer         | Arrows-BMW             | 75   | + 3 Giri                 | 17           |       |
| 10  | 28 | Stefan Johansson   | Ferrari                | 75   | + 3 Giri                 | 15           |       |
| 11  | 4  | Philippe Streiff   | Tyrrell-Renault        | 74   | + 4 Giri                 | 13           |       |
| 12  | 14 | Jonathan Palmer    | Zakspeed               | 74   | + 4 Giri                 | 19           |       |
| Rit | 3  | Martin Brundle     | Tyrrell-Renault        | 67   | Collisione con P.Tambay  | 10           |       |
| Rit | 16 | Patrick Tambay     | Lola-Ford              | 67   | Collisione con M.Brundle | 8            |       |
| Rit | 20 | Gerhard Berger     | Benetton-BMW           | 42   | Sterzo                   | 5            |       |
| RIt | 7  | Riccardo Patrese   | Brabham-BMW            | 38   | Pompa della benzina      | 6            |       |
| Rit | 27 | Michele Alboreto   | Ferrari                | 38   | Turbo                    | 4            |       |
| Rit | 8  | Elio De Angelis    | Brabham-BMW            | 31   | Motore                   | 20           |       |
| Rit | 19 | Teo Fabi           | Benetton-BMW           | 17   | Freni                    | 16           |       |
| Rit | 15 | Alan Jones         | Lola-Ford              | 2    | Incidente                | 18           |       |
| NQ  | 21 | Piercarlo Ghinzani | Osella-Alfa Romeo      |      |                          |              |       |
| NQ  | 11 | Johnny Dumfries    | Lotus-Renault          |      |                          |              |       |
| NQ  | 29 | Huub Rothengatter  | Zakspeed               |      |                          |              |       |
| NQ  | 22 | Christian Danner   | Osella-Alfa Romeo      |      |                          |              |       |
| NQ  | 23 | Andrea De Cesaris  | Minardi-Motori Moderni |      |                          |              |       |
| NQ  | 24 | Alessandro Nannini | Minardi-Motori Moderni |      |                          |              |       |

## Classifiche

### Piloti
| Pos. | Pilota           | Punti |
| ---- | ---------------- | ----- |
| 1    | Alain Prost      | 22    |
| 2    | Ayrton Senna     | 19    |
| 3    | Nelson Piquet    | 15    |
| 4    | Keke Rosberg     | 11    |
| 5    | Nigel Mansell    | 9     |
| 6    | Gerhard Berger   | 6     |
| 7    | Jacques Laffite  | 5     |
| 8    | René Arnoux      | 5     |
| 9    | Stefan Johansson | 3     |
| 10   | Martin Brundle   | 2     |
| 11   | Teo Fabi         | 2     |
| 12   | Riccardo Patrese | 1     |

### Costruttori
| Pos. | Team                | Punti |
| ---- | ------------------- | ----- |
| 1    | McLaren-TAG Porsche | 33    |
| 2    | Williams-Honda      | 24    |
| 3    | Lotus-Renault       | 19    |
| 4    | Ligier-Renault      | 10    |
| 5    | Benetton-BMW        | 8     |
| 6    | Ferrari             | 3     |
| 7    | Tyrrell-Renault     | 2     |
| 8    | Brabham-BMW         | 1     |